# Podnart
Podnart – wieś w Słowenii, w gminie Radovljica. W 2018 roku liczyła 316 mieszkańców.